# Шадюри
Шадюри́ (фр. Chadurie) — коммуна во Франции, находится в регионе Пуату — Шаранта. Департамент — Шаранта. Входит в состав кантона Бланзак-Поршрес. Округ коммуны — Ангулем.
Код INSEE коммуны — 16072.
Коммуна расположена приблизительно в 410 км к юго-западу от Парижа, в 125 км южнее Пуатье, в 18 км к югу от Ангулема.

## Население
Население коммуны на 2008 год составляло 521 человек.
| 1962 | 1968 | 1975 | 1982 | 1990 | 1999 | 2008 |
| ---- | ---- | ---- | ---- | ---- | ---- | ---- |
| 517  | 449  | 408  | 417  | 474  | 484  | 521  |

## Экономика
В 2007 году среди 320 человек в трудоспособном возрасте (15—64 лет) 247 были экономически активными, 73 — неактивными (показатель активности — 77,2 %, в 1999 году было 69,4 %). Из 247 активных работали 230 человек (114 мужчин и 116 женщин), безработных было 17 (7 мужчин и 10 женщин). Среди 73 неактивных 10 человек были учениками или студентами, 32 — пенсионерами, 31 были неактивными по другим причинам.

## Достопримечательности
- Приходская церковь Сен-Сатюрнен (XII век). Памятник истории с 1925 года[3]
- Усадьба Пюигати (XV век). Памятник истории с 1987 года[4]

## Фотогалерея
- Шадюри
- Церковь Сен-Сатюрнен
- Усадьба Пюигати
- Военный мемориал